# Зимница (област Добрич)
Вижте пояснителната страница за други значения на Зимница.
Зимница е село в Североизточна България. То се намира в община Крушари, област Добрич.

## История
През социалистическия период от 1945 до 1958 г. в толбухинското село функционира ТКЗС „Вишински”.

## Население
Преброяване на населението през 2011 г.
Численост и дял на етническите групи според преброяването на населението през 2011 г.:
|                     | Численост | Дял (в %) |
| Общо                | 8         | 100,00    |
| Българи             | 7         | 87,5      |
| Турци               | 0         | 0,00      |
| Цигани              | 0         | 0,00      |
| Други               | 0         | 0,00      |
| Не се самоопределят | 0         | ?         |
| Неотговорили        | 0         | 0,00      |